# Nohra
Nohra là một đô thị thuộc huyện Weimarer Land, bang Thüringen, Đức. Đô thị này có diện tích 19,58 km², dân số thời điểm 31 tháng 12 năm 2006 là 1884 người. Ngày 1 tháng 11 năm 2007, đô thị cũ Utzberg đã được sáp nhập vào Nohra.